# Microsoft Developer Network
A Microsoft Developer Network (MSDN) foi uma partição da Microsoft responsável por monitorar a relação da empresa com desenvolvedores e testadores de software. Esse relacionamento com programadores é feita tanto pelo website, quanto por periódicos, blogs, conferências e distribuição de DVDs.

A platforma foi encerrada em Janeiro de 2020 e seu conteúdo foi integrado ao Microsoft Docs.